# Gladys Cooper
Dame Gladys Constance Cooper (Chiswick (Londen), 18 december 1888 – Henley-on-Thames, 17 november 1971) was een Brits actrice.
Cooper maakte in 1905 haar theaterdebuut in Bluebell in Fairyland. In 1907 werd ze een koormeisje en in 1911 brak ze door met een rol in The Importance of Being Earnest. Ze kreeg aan het begin van haar carrière kritiek erg "houterig" te spelen.
In 1913 volgde haar filmdebuut. In de jaren 40 speelde ze verschillende bijrollen in memorabele films. Ze zou blijven acteren tot haar overlijden in 1971. Ze stierf op 82-jarige leeftijd aan een beroerte.

## Filmografie
| - The Eleventh Commandment (1913) - Danny Donovan, the Gentleman Cracksman (1914) - The Real Thing at Last (1916) - The Sorrows of Satan (1917) - My Lady's Dress (1917) - Masks and Faces (1917) - Unmarried (1920) - The Bohemian Girl (1922) - Bonnie Prince Charlie (1923) - The Iron Duke (1934) - Rebecca (1940) - Kitty Foyle: The Natural History of a Woman (1940) - That Hamilton Woman (1941) - The Black Cat (1941) - A Yank in the R.A.F. (1941) - The Gay Falcon (1941) - This Above All (1942) - Eagle Squadron (1942) - Now, Voyager (1942) - Forever and a Day (1943) - Mr. Lucky (1943) - Princess O'Rourke (1943) | - The Song of Bernadette (1943) - The White Cliffs of Dover (1944) - Mrs. Parkington (1944) - The Valley of Decision (1945) - Love Letters (1945) - The Green Years (1946) - Beware of Pity (1946) - The Cockeyed Miracle (1946) - Green Dolphin Street (1947) - The Bishop's Wife (1947) - Homecoming (1948) - The Pirate (1948) - The Secret Garden (1949) - Madame Bovary (1949) - Thunder on the Hill (1951) - At Sword's Point (1952) - The Man Who Loved Redheads (1955) - Separate Tables (1958) - The List of Adrian Messenger (1963) - My Fair Lady (1964) - The Happiest Millionaire (1967) - A Nice Girl Like Me (1969) |

- Biblioteca Nacional de España: XX1738256
- Bibliothèque nationale de France: cb141663143 (data)
- Gemeinsame Normdatei: 1019668660
- International Standard Name Identifier: 0000 0000 6302 3921
- Library of Congress Control Number: n79006375
- MusicBrainz: 1c572497-1c21-486a-9372-0dcd4e62a671
- Nationale Bibliotheek van Tsjechië: xx0040478
- Nationale bibliotheek van Australië: 36528362
- Nationale Bibliotheek van Israël: 987007275582405171
- Nederlandse Thesaurus van Auteursnamen: 074557653
- SNAC: w6v4193d
- Système universitaire de documentation: 230508758
- Virtual International Authority File: 54356413
- WorldCat: E39PBJpdJvv6dBWT4FxHDtWYyd